# Henry Mower Rice
Henry Mower Rice (Waitsfield, 1816. november 29. – San Antonio, 1894. január 15.) az Amerikai Egyesült Államok szenátora (Minnesota, 1858–1863).